# Rasclet de Swinhoe
El rasclet de Swinhoe (Coturnicops exquisitus) és una espècie docell de la família dels ràl·lids (Rallidae) que cria en aiguamolls de Sibèria sud-oriental i est de Manxúria.